# Traçador gràfic

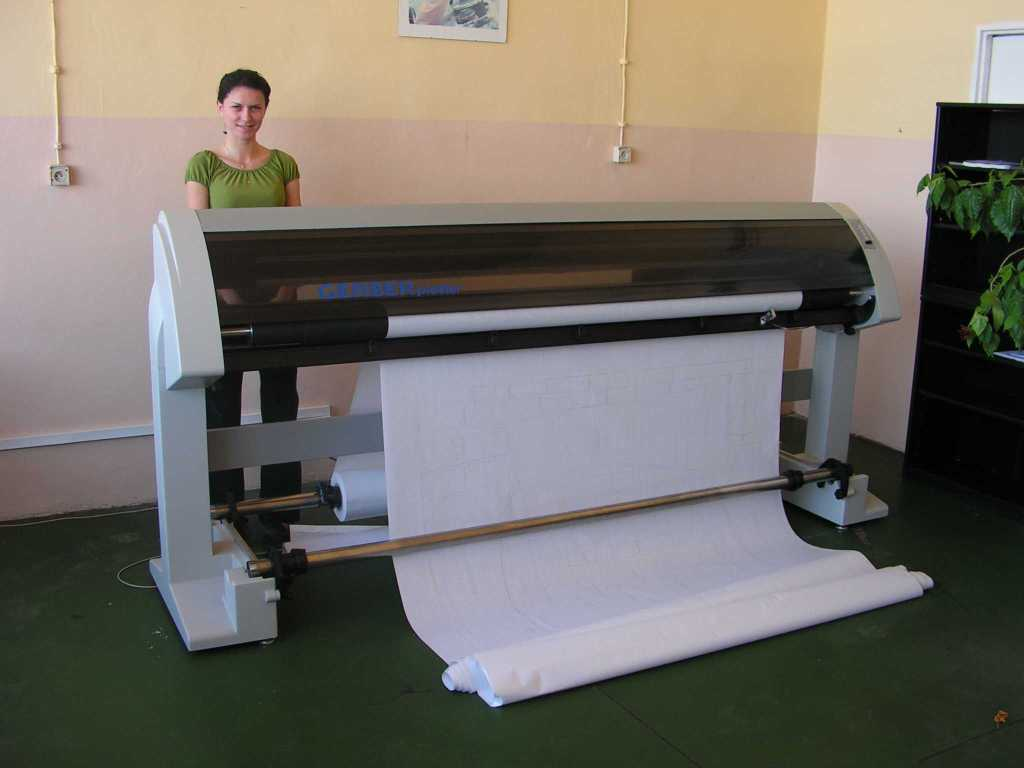
Traçador d'injecció de tinta

Un plòter o traçador de tinta és una màquina que s'utilitza juntament amb l'ordinador i imprimeix en forma lineal. S'utilitzen en diversos camps: ciències, enginyeria, disseny, arquitectura, etc. Molts són monocromàtics o de 4 colors, encara que també n'hi ha de vuit i dotze colors.
Actualment són freqüents els d'injecció, que funcionen amb el principi de matriu de punts (com una impressora matricial), de fet són impressores d'injecció que poden arribar a imprimir paper de grans dimensions (fins DIN A0) tenen més facilitat per fer dibuixos no lineals i policroms, són silenciosos, més ràpids i més precisos.
Les dimensions dels plòters no són uniformes. Per gràfics professionals, s'empren plòters de fins a 157 cm d'ample, mentre que per altres no tan complexos, són de 91 a 121 cm.

## Origen
Els primers traçadors comercials daten de la dècada de 1970. Molt similars a les impressores d'agulles, se servien d'un capçal amb una matriu de 5x7 punts que els servia per dibuixar caràcters sobre un paper en la posició desitjada, podent-se formar dibuixos senzills amb aquests caràcters. Cap a 1985, els capçals havien millorat fins a una matriu de 24x24. A mitjans dels anys 1980 es van generalitzar els traçadors de plomes, capaços de reproduir línies definides vectorialment, que van desplaçar ràpidament als antics traçadors d'agulles. El precedent d'aquest tipus de traçadors van ser els traçadors de corró llançats per Calcomp el 1958, que consistien en un paper ranurat que es movia gràcies al gir del cilindre sobre el qual estava muntat, mentre que un útil d'escriptura es desplaçava lateralment sobre una de les seves generatrius. Les empreses Hewlett Packard i Tektronix van produir traçadors basats en el mateix principi durant les dècades de 1960 i 1970. Els anys 1990 van veure l'aparició de primitius dispositius electrolítics que utilitzaven tòner líquid, ràpidament desplaçats pels traçadors de raig de tinta. L'avanç de les tècniques de digitalització d'imatge han permès combinar xerocopiadoras i traçadors en la mateixa màquina, sent la tècnica més àmpliament utilitzada des dels anys 2000.

## Traçadors de rotring
Aquests traçadors imprimeixen la seva sortida movent una ploma sobre la superfície d'un tros de paper, limitats, per tant, en la pràctica al dibuix lineal. Poden dibuixar traços complexos però de manera molt lenta a causa del moviment mecànic de les plomes. Aquests traçadors no són adequats per crear regions farcides doncs necessita fer-ho repetint passades amb la ploma, per la qual cosa aquesta dura poc i, a més, el resultat no és molt satisfactori. Sí que pot omplir una àrea dibuixant una trama de línies paral·leles, paral·leles creuades, i els diferents tipus de ratllats utilitzats en delineació.
Solen tenir un tambor amb diferents plomins per poder canviar l'amplada i el color dels traços.
El moviment de la ploma es realitza mitjançant dos motors pas a pas: eix X i eix Y. El del eix X mou les plomes a l'ample del paper, mentre que el de l'eix I pot adoptar dues variacions:
- Mou la ploma verticalment. Això es fa en els traçadors petits, de mida A4 i similars. Són models de sobretaula, alguns dels quals admeten eines com broques o punters làser per a realitzar treballs en plàstics i altres materials.
- Mou el paper. És la tècnica més utilitzada, tant si el paper va en rotllo com si són fulls solts.

## Plòter de tall
Un cas particular és el plòter de tall, que talla un mitjà adhesiu que després es fixarà a una altra superfície, des de samarretes, parets o vidres i / o carrosseries. En comptes d'usar plomins per dibuixar sobre una superfície, s'usen fulles. Un capçal amb una fina fulla, es desplaça sobre la superfície. Generalment s'usa 'vinil' adhesiu de diferents colors. Per obtenir formes concretes. Molt usat sobretot en publicitat exterior.

## Paper
Un plóter estàndard pot utilitzar qualsevol tipus de paper,ya sigui paper continuu o en forma de full de paper.

## Control
Actualment els traçadors gràfics solen ser compartits per diversos ordinadors i es controlen mitjançant una interfície Ethernet o similar. A més poden tenir una entrada sèrie, RS232, més que res per compatibilitat amb models antics.
Per a aplicacions especials, també n'hi ha amb interfície GPIB, Centronics, etc.
El dibuix es realitza mitjançant algun llenguatge descriptor de gràfics, com HPGL (HP), Postscript (Adobe), etc. També n'hi ha que accepten directament cert nombre de formats gràfics, com JPEG, DXF, etc., de manera que simplement cal enviar el fitxer al plòter.
Tradicionalment, les impressores s'orienten a la impressió de textos. Això les fa bastant fàcils de controlar, sent suficient el simple enviament del text a la impressora per generar una pàgina impresa. No passa el mateix amb els dibuixos dels plòters, per als quals s'han definits una sèrie de llenguatges de descripció de pàgines que inclouen informació detallada de l'estil de "dibuixar una línia des del punt A al punt B". Els dos llenguatges de control de plòters basats en ASCII més comuns són HPGL 2 de Hewlett Packard i DPML de Houston Instruments, amb ordres com "PA 3000, 2000; PD".
Els programadors de FORTRAN o BASIC normalment no programaven aquestes instruccions directament, sinó que usaven paquets de programari com ara la llibreria Calcomp, o paquets gràfics independents de dispositiu com les llibreries AGL de Hewlett-Packard o les extensions BASIC i paquets d'alt nivell com ara DIsSPLA. Amb elles s'establien factors d'escala del món real al dispositiu, i es traduïen les instruccions al baix nivell dels comandos del dispositiu. En el BASIC del HP 9830 era més senzill escriure un programa d'ploteig que avui en C #. NET. Per exemple, per dibuixar X * X, el programa seria:
```
10 SCALE -1,1,1,1
20 FOR A X =-1 to 1 STEP 0.1
30 PLOT X, XX
40 NEXT X
50 PEN
60 END
70 SEM X =1,1
```

Els primers traçadors (per exemple el Calcomp 565 de 1959) treballaven col·locant el paper sobre un corró que movia el paper cap endavant i cap enrere per al moviment de X, mentre que la ploma es movia cap endavant i cap enrere lliscant sobre un braç fix situat per sobre d'una generatriu del cilindre per al moviment d'I Un altre mètode (per exemple l'I interactiu de Computervision) unia bolígrafs als pantògrafs d'esborrany, guiats amb els motors controlats per l'ordinador. Això tenia el desavantatge que el moviment era lent i requeria un espai igual a la mida del paper. Un canvi final va ser l'addició d'una brida controlada elèctricament per sostenir les plomes, que permetia canviar-les per crear així una sortida en diversos colors.
A la dècada de 1980 els traçadors "domèstics" van arribar a ser populars per dibuixar gràfics generats per ordinador. Però la seva poca velocitat significava que no eren útils per als propòsits d'impressió generals, i fent necessari comptar amb una altra impressora convencional per a aquests treballs. Amb la popularització de les impressores d'injecció de tinta d'alta resolució i de les impressores làser, els traçadors de petit format pràcticament han desaparegut del mercat.
Els traçadors també van ser utilitzats en màquines automàtiques per imprimir targetes personalitzades, que van estar disponibles durant algun temps en els supermercats.
Els traçadors s'utilitzen sobretot en dibuix tècnic i altres usos del CAD, on tenen l'avantatge de poder treballar amb grandàries de paper molt grans, alhora que mantenen una alta resolució. Un altre ús ha estat trobat substituint la ploma per un tallador, i en aquesta forma els traçadors es poden trobar en tallers de patronatge de roba.
Un altre ús pels traçadors consisteix a crear imatges tàctils per a discapacitats visuals sobre un paper tèrmic especial.
En molts casos, avui els traçadors han estat suplantats per les impressores d'injecció de tinta de gran format. Tot i que sovint es les denomini informalment traçadors, estrictament no coincideixen en les seves característiques bàsiques, tot i que han suplantat en gran manera als clàssics traçadors de capçals que es desplacen sobre el paper.